# Martin Bramböck
Martin Bramböck (* 3. November 1963 in Innsbruck) ist ein österreichischer Hornist.

## Werdegang
Bramböck erhielt seinen ersten Hornunterricht mit neun Jahren am Innsbrucker Konservatorium. Er studierte nach Abschluss am Humanistischen Gymnasium Innsbruck Schulmusik und Instrumentalmusikerziehung am Mozarteum in Innsbruck und Salzburg mit den Hauptfächern Horn (bei Hans-Jörg Angerer) und Gesang (bei Peter Ullrich). 1989 schloss er sein Studium mit Diplom ab mit Auszeichnung und Sponsion zum Magister Artium. Anschließend Konzertfachstudium an den Musikhochschulen in Wien bei Roland Berger und Willibald Janezic sowie in Graz/Oberschützen bei Günter Högner. 1996 schloss er sein Studium mit Auszeichnung ab.
Seither spielte Bramböck mit zahlreichen namhaften Orchestern, etwa bei den Wiener Philharmonikern, den Wiener Symphonikern, im Radio-Symphonieorchester Wien, bei den Stuttgarter Philharmonikern, im Tiroler Symphonieorchester Innsbruck und vielen anderen mehr. Dabei arbeitete er mit Dirigenten wie Claudio Abbado, Carlos Kleiber, Riccardo Muti, Lorin Maazel, Bernard Haitink, Zubin Mehta zusammen. Zurzeit spielt er als Solohornist in der Österreichisch-Ungarischen Haydnphilharmonie.
Seit 1992 leitet Bramböck eine Hornklasse am Kärntner Landeskonservatorium und unterrichtet seit 1996 auch am Joseph-Haydn-Konservatorium des Landes Burgenland in Eisenstadt. Daneben hat er seit 2000 einen Lehrauftrag an der Musikuniversität Wien, um zusammen mit der Comenius Musikschule und den Volkshochschulen eine Vorbereitungsklasse Horn aufzubauen.